# Tohoku-universitetet

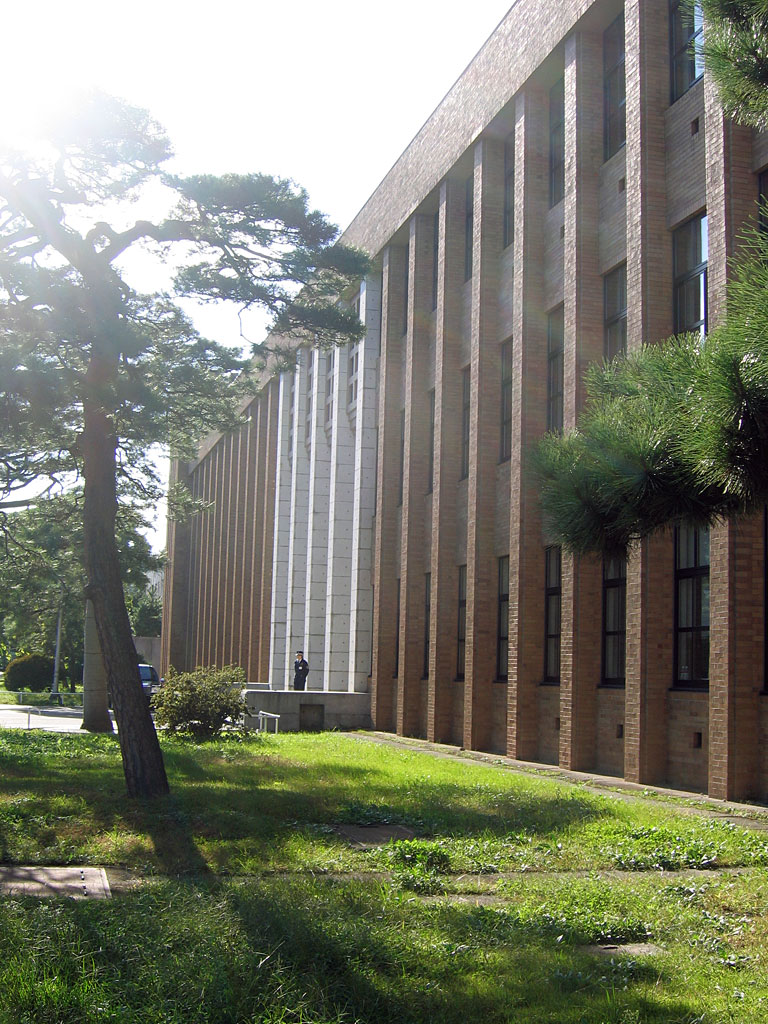
Tohoku-universitetets huvudbyggnad

Tohoku-universitetet (japanska: 東北大学?, Tōhoku daigaku) i Sendai, den största staden i landsdelen Tohoku, är Japans tredje äldsta universitet efter Tokyos universitet och Kyoto universitet.  
Tohoku-universitetet är det högst rankade japanska universitetet i Times Higher Educations mätningar, en position som universitetet hållit sedan 2020.  Universitet rankades dessutom 1999 som Asiens främsta lärosäte av Asiaweek  och 2008 som nummer två av samma tidskrift.  
Tohoku-universitetet har utbytesavtal med ett antal svenska lärosäten, däribland KTH, Stockholms universitet, Handelshögskolan i Stockholm, Uppsala universitet och Chalmers tekniska högskola.  
Universitetet var den första i Japan som mottog kvinnliga studenter och var även den första i landet som öppnade dörrarna för internationella studenter. 

## Campusområden
De fyra campusområdena är:
- Katahira (片平)
- Kawauchi (川内)
- Seiryō (星陵)
- Aobayama (青葉山)

## Personer med anknytning till Tohoku-universitetet

### Nobelpristagare
Examinerade vid Tohoku-universitetet
- Koichi Tanaka (1959- )

Hedersdoktorer vid Tohoku-universitetet
- Hans Heinrich Rohrer (1933- )
- Ahmed H. Zewail (1946- )
- Peter Grünberg (1939- )

### Kända personer
- Ryōji Chūbachi (中鉢良治), VD och vice styrelseordförande för Sony Corporation till 2013
- Nobuhiko Kawamoto (川本 信彦), VD för Honda Motor till 1995
- Fujio Masuoka (舛岡 富士雄), Utvecklaren av flashminne
- Lu Xun (魯迅), den mest inflytelserika författaren i moderna Kina
- Su Buqing (蘇歩青), kinesisk matematiker och före detta direktör Fudan universitet
- Mahmoud Nili Ahmadabadi, direktör Teherans universitet
- Chen Wei-jao (陳維昭), kirurg och direktör National Taiwan University
- Jun-Ichi Nishizawa (西澤 潤一), uppfann fiberoptik och laser som kommunikationsmedel
- Hirofumi Uzawa (宇沢 弘文), lade grunden för teoretisk ekonomi